# دعوت (فیلم ۱۹۵۲)
«دعوت» (انگلیسی: Invitation (film)) فیلمی در ژانر رمانتیک است که در سال ۱۹۵۲ منتشر شد. از بازیگران آن می‌توان به ون جانسون و دوروتی مک‌گوایر اشاره کرد.